# Karl August Nicander

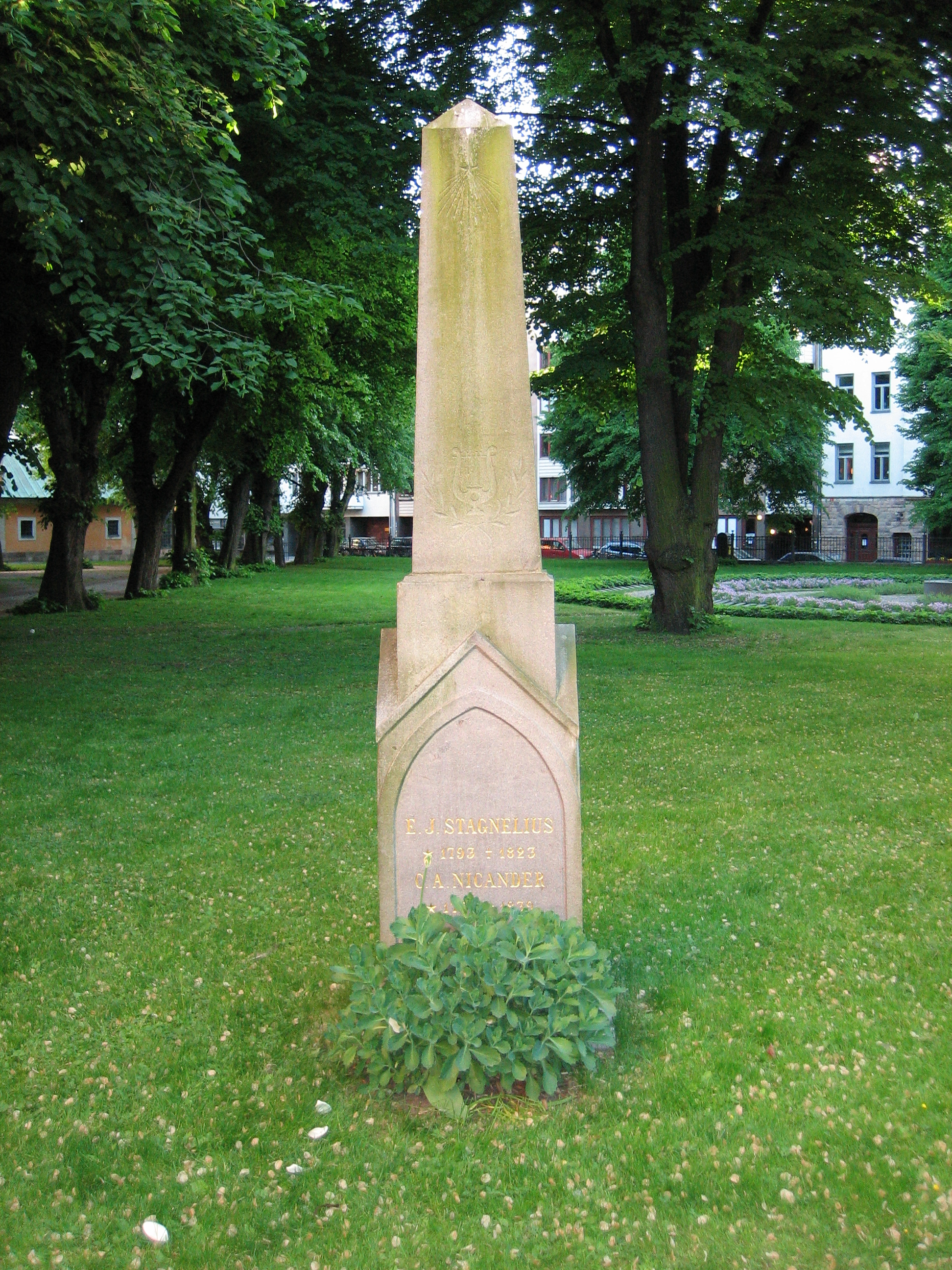
Nicanders och Erik Johan Stagnelius gemensamma grav.

Karl August Nicander, född 20 mars 1799 i Strängnäs, död 7 februari 1839 i Stockholm, var en svensk författare, lyriker och tecknare.

## Biografi
Karl August Nicander var son till konrektorn vid Strängnäs trivialskola John Nicander, en bror till Henrik Nicander, och dennes hustru Ulrika Sellström. Farfadern Per Persson var skattebonde i Farneby, Vrena socken. Karl August Nicander inskrevs 1817 vid Uppsala universitet och blev efter några års studier filosofie kandidat samt disputerade pro gradu 1824 med en uppsats om estetik, vilken han försvarade i närvaro av Götiska förbundet, som han skulle komma att tillhöra. Han arbetade sedan som kopist och kanslist i krigsexpeditionen.
Han debuterade 1819 tillsammans med sin studiekamrat Erik Sjöberg i Kalender för damer och utgav året därpå tragedin Runesvärdet, vilket som det första svenska försöket till ett romantiskt drama väckte uppmärksamhet och uppskattning från Esaias Tegnér. Nicander utgav därefter flera diktsamlingar och bidrog i Götiska förbundets tidskrift Iduna med diktcykeln Runor (1824), bland vilka dikterna Kungshatt och Erik Vasas runa blev de mest kända. Han översatte även 1827 Othello till svenska för Kungliga teaterns räkning. Nicander blev mycket uppskattad i den romantiska kretsen i Uppsala, med diktare som Per Daniel Amadeus Atterbom och Adolph Törneros med flera, och erhöll 1826 Svenska Akademiens stora pris för sin dikt Tassos död, publicerad i diktsamlingen Nya dikter (1827), tillsammans med den även mycket uppskattade romanscykeln Konung Enzio.
År 1827 reste han med understöd av kronprins Oscar och Svenska Akademien till Italien, där han vistades i två år. Nicander kom att beskriva det som sin lyckligaste tid. Sina romantiska intryck från Italien samlade han i Minnen från Södern (2 band, 1830-39, andra bandet utgivet postumt) och i dikt- och novellsamlingen Hesperider (1835). På senare år minskades hans popularitet och det blev sämre för Nicander, som försörjde sig som litteratör under det han kämpade med sjukdom och bohemiska böjelser.
Nicander var även en driven tecknare och en av hans teckningar finns återutgiven i bokverket Svenska folket genom tiderna 1939 och han är representerad vid Kungliga biblioteket med några scener från ett dryckeslag och han var representerad vid Nationalmuseum med en handteckning.
Nicander blev begravd i samma grav på Maria Magdalena kyrkogård i Stockholm som poeten Erik Johan Stagnelius.

### Samlade arbeten och urval
- Dikter af Karl August Nicander. 1-2. Stockholm. 1825-1826. Libris 2429016
- Samlade dikter. Stockholm: Bonnier. 1839-1841. Libris 2053068
  -  1. 1839. Libris 2053069. https://red.litteraturbanken.se/f%C3%B6rfattare/NicanderKA/titlar/SamladeDikter1/sida/9/faksimil?om-boken
  -  2. 1840. Libris 2053070. https://red.litteraturbanken.se/f%C3%B6rfattare/NicanderKA/titlar/SamladeDikter2/sida/9/faksimil?om-boken
  -  3. 1841. Libris 2053071. https://red.litteraturbanken.se/f%C3%B6rfattare/NicanderKA/titlar/SamladeDikter3/sida/9/faksimil?om-boken
  -  4. 1841. Libris 2053072. https://red.litteraturbanken.se/f%C3%B6rfattare/NicanderKA/titlar/SamladeDikter4/sida/9/faksimil?om-boken
- Samlade vitterhets-arbeten. Del 1-2. Svenska skalder (2., öfversedda och tillökta uppl). Stockholm: Bonnier. 1852. Libris 1845134
- Samlade arbeten. Del 1-2. Svenska författare (3. uppl). Stockholm: Bonnier. 1862. Libris 242339

### Redaktör
- Pittoreskt universum eller taflor ur hela den kända verlden : stålgravuren ur bibliografiska institutets konstanstalt i Hildburghausen. Band 1-4. Stockholm: Bonnier. 1838-1841. Libris 1505418

### Översättningar
- William Shakespeare: Othello, moren i Venedig (Norman & Engström, 1826)
- Nerses Shnor'hali: Armenianska patriarken S. Niersis Clajensis Böner (Venedig, 1829)
- Friedrich von Schiller: Röfvarbandet (Hörberg, 1834)
- Edward Bulwer Lytton Lytton: Rienzi, den siste folk-tribunen (Rienzi, the last of the Roman tribunes) (Bonnier, 1836)
- Friedrich von Schiller: Orleanska jungfrun (Die Jungfrau von Orleans) (Stockholm, 1837) Fulltext